# Преображенська церква (Переволочна)
Преображенська церква — дерев'яний православний храм у селі Переволочній Прилуцького району Чернігівської області. 
Дерев'яну Преображенську церкву в Переволочній збудували на початку ХХ століття.
Храм — у типовому стилі Чернігівської єпархії Відомства православного сповідання Російської імперії ХІХ століття. Доволі велика проста культова споруда з однією складною банею. Баня має деякі архітектурні риси бароко. 
Поряд із церквою збереглися цегляні ворота, зведені 1914.
З початку 2000-них безальтернативно надана у користування представникам Харківського Розколу - релігійної групи Володимира Сабодана, де ними запроваджено низку неканонічних правил (зокрема, богослужіння церковно-слов'янською мовою з московською вимовою). 

## Виноски
1. ↑  Кількість релігійних організацій в Прилуцькому районі та дані про священнослужителів на Прилуцький район - офіційний сайт
2. ↑  Переволочна на www.ukrainaincognita.com (вебпроект «Україна Інкоґніта»)